# Gondar (Sangenjo)
Gondar es una parroquia española del municipio de Sangenjo, perteneciente a la provincia de Pontevedra, en la comunidad autónoma de Galicia.

## Historia
Hacia mediados del siglo XIX, la parroquia, ya por entonces perteneciente a Sangenjo, tenía contabilizada una población de 169 habitantes. Aparece descrita en el octavo volumen del Diccionario geográfico-estadístico-histórico de España y sus posesiones de Ultramar de Pascual Madoz con las siguientes palabras:

GONDAR (Sto. Tomé): felig. en la prov. de Pontevedra (3 leg.), part. jud. de Cambados (2), dióc. de Santiago (10), ayunt. de Sanjenjo. sit. al O. de la prov. no lejos del Océano atlántico; donde la combaten todos los vientos, y goza de clima muy benigno y sano. Tiene unas 40 casas repartidas los l. de Carballo, Gondar de arriba, Gondariño y Junca-blanca. La igl. parr. (Sto. Tomás), es aneja de la San Pedro de Villalonga, con la cual confina y con la de Noalla. El terreno participa de monte y llano, siendo este último muy feraz. Los caminos: locales y en mediano estado; el correo se recibe de la cap. del part. prod.: trigo, maiz, centeno, cebada, legumbres, hortaliza, esquisitas frutas, vino y pastos: hay ganado vacuno, de cerda, lanar y cabrio; y alguna caza de liebres, conejos y perdices. pobl.: 38 vec., 169 alm. contr. con su ayunt. (V.).
(Madoz, 1847, p. 442)

En 2023, tenía empadronados 805 habitantes.